# Bourgueil
Bourgueil /buʁˈɡœj/ è un comune francese di 4 062 abitanti situato nel dipartimento dell'Indre e Loira nella regione del Centro-Valle della Loira.

## Storia

### Simboli
Lo stemma comunale riprende le chiavi simbolo dell'abbazia di San Pietro di Bourgueil-en-Vallée. Nel XIX secolo vennero aggiunti i gigli di Francia.

## Società

### Evoluzione demografica
Abitanti censiti

## Amministrazione

### Gemellaggi
- Reimlingen, dal 1975[3]
- Breganze, dal 2001[3]